# RD-193
O RD-193 é um motor de foguete de alta performance com uma única câmara de combustão. Ele foi desenvolvido na Rússia entre 2011 e 2013 e deriva do RD-170, originalmente usado no foguete Energia. Esse motor é alimentado com RP-1 como combustível e o LOX como oxidante, e usa um ciclo de combustão em estágios, rico em oxigênio. O RD-193 foi apresentado como um substituto para o NK-33, e tem sido usado no foguete Soyuz-2-1v. O RD-193 gera um empuxo de 1.920 kN, isp de 311,2 s, com  3 m de comprimento e 2 m de diâmetro, pesa 1.900 kg.